# مواد منفجره هسته‌ای
مواد منفجرهٔ هسته‌ای از جمله مواد منفجره است که انرژی خود را از واکنش‌های هسته‌ای دریافت می‌کند. کمابیش تمامی دستگاه‌های منفجرهٔ هسته‌ای به قصد استفاده در جنگ و به عنوان جنگ‌افزار هسته‌ای طراحی و تولید می‌شوند.
کاربردهای غیرجنگی برای مواد منفجرهٔ هسته‌ای نیز گاهی مورد پیشنهاد قرار گرفتند. برای نمونه، پیشرانش پالس هسته‌ای گونه‌ای از پیشرانش فضایی است که از مواد منفجرهٔ هسته‌ای برای فراهم نمودن رانش فضاپیما استفاده می‌کند. یک کاربرد مشابه پیشنهاد استفاده از مواد منفجره هسته‌ای برای پرهیز از برخورد سیارک است.
زمانی مواد منفجره هسته‌ای برای استفاده در حفاری‌های بزرگ در نظر گرفته شده بودند. یک انفجار هسته‌ای می‌تواند برای ایجاد یک بندرگاه یا یک گردنه یا احتمالاً حفره‌های بزرگ زیرزمینی برای استفاده به عنوان فضای ذخیره‌سازی استفاده شود. تصور می‌شد که انفجار یک ماده منفجره هسته‌ای در سنگ‌های غنی از نفت می‌تواند استخراج بیشتر از این ذخایر را ممکن کند.
عدم دستیابی به اهداف، همراه با درک خطرات ناشی از بارش هسته‌ای و سایر مواد رادیواکتیویته باقی‌مانده و تصویب قراردادهای مختلف مانند پیمان منع جزئی آزمایش هسته‌ای و پیمان ماورای جو، منجر به پایان یافتن بیشتر برنامه‌های استفاده از مواد منفجره هسته‌ای شده‌است.